# 26-os busz (Ózd)
Az ózdi 26-os jelzésű autóbuszvonal az Autóbusz-állomás, Bolyok, Hódoscsépány és Somsály között húzódik, amelyet a MÁV Személyszállítási Zrt. üzemeltet.

## Története
A 26-os helyijárat az elsők között volt Ózd tömegközlekedésének megalakulásában. Az Ózdi AKÖV Somsálybányára is elindította az autóbuszközlekedést, legnagyobb arányban a bányában dolgozó embertömeg szállítmányozására. Később az itteni lakosság megjelenésével fejlődött ez tovább: 26A jelzéssel a hódoscsépányi Nyárjasalja utcába kitérést tevő autóbuszok közlekedtek.
A Volánbusz Zrt. 2022-es vonalhálózati átszervezésében érintett volt a 26-os buszvonal is. A somsályi járatok a 6-os jelzést vették fel, míg a 26-os jelzést hétvégente egyetlen járat birtokolja, ami Ózd legnagyobb városrészébe, Bolyokra tesz kitérést Somsályba való eljutása előtt. A kitérés egészen a Bolyki Tamás utcai általános iskoláig történik.

## Útvonala
| Autóbusz-állomás – Somsály | Ellentétes irányban nem közlekedik. |
| --- | ----------------------------------- |
| Autóbusz-állomás ➝ Munkás út ➝ Vasvár út ➝ Malom út ➝ Zrínyi Miklós út ➝ Árpád vezér út ➝ Bolyki főút ➝ Lehel vezér út ➝ Bolyki Tamás utca ➝ Bolyki főút ➝ Árpád vezér út ➝ Zrínyi Miklós út ➝ Malom út ➝ Vasvár út ➝ Csépány út ➝ Deák út ➝ Somsály út ➝ Akna utca ➝ Somsály, autóbusz-forduló | Ellentétes irányban nem közlekedik. |

## Közlekedése
Az autóbuszjárat csak hétvégente közlekedik délután, egy irányban.
A 2022-ben bevezetett számozási rendszer értelmében a 26-os jelzés a központ és Bolyok közötti 2-es és a központ és Somsály közötti 6-os buszok összevont járatát jelöli, a 26-os üzemidején kívül ezen járatok vehetőek igénybe.
| Viszonylat                             | Indításszám | Közlekedési rend |
| -------------------------------------- | ----------- | ---------------- |
| Autóbusz-állomás ➝ Somsály, aut. ford. | 1 oda       | hétvégén         |

## Megállóhelyei
| 0  | Autóbusz-állomás végállomás          | 0.0 km  | 0  | 1, 2, 2A, 3, 4, 6, 7, 8, 12, 20A, 21, 47, 68, 74, 76, 78 1031, 1034, 1051, 1369, 1384, 1411 3410, 3770, 3773, 4101, 4102, 4104, 4140, 4145, 4147, 4148, 4150, 4151, 4153, 4155, 4157, 4158, 4160, 4161, 4180, 4185, 4186 |
| 1  | Gyujtó tér                           | 0.3 km  | 1  | 2, 2A, 4, 6, 7, 8, 12, 20, 20A, 21, 23, 47, 63, 68, 74, 76, 78 4102 |
| 2  | Városháztér                          | 0.9 km  | 3  | 2, 2A, 6, 12, 20, 20A, 21, 23, 63, 68, 76 1369, 1384 3770, 4102, 4180, 4185, 4186 |
| 3  | Bolyki elágazás                      | 1.5 km  | 4  | 2, 2A, 6, 12, 20, 20A, 21, 23, 63, 68, 76 1031, 1034, 1051, 1369, 1384 3770, 4102, 4180, 4185, 4186 |
| 4  | Zrínyi Miklós út 5.                  | 2.0 km  | 5  | 2, 2A, 12, 20, 20A, 21, 23 1369 3770, 4102, 4186 |
| 5  | Árpád Vezér Általános Iskola         | 2.3 km  | 6  | 2, 2A, 12, 20, 20A, 21, 23 1369 3770, 4102 |
| 6  | Civil Ház                            | 2.6 km  | 7  | 2, 2A, 12, 20, 20A, 21, 23 1369 3770, 4102 |
| 7  | Strandfürdő                          | 2.9 km  | 9  | 2, 2A, 12, 20, 20A, 21, 23 1369 3770, 4102, 4186 |
| 8  | Bolyki Tamás utcai általános iskola  | 3.5 km  | 11 | 12, 21 |
| 9  | Bolyki Tamás utca 64., Asztalos Kft. | 3.9 km  | 12 | 2, 2A, 12, 20, 20A, 21 1369 3770, 4102 |
| 10 | Bolyki főút, ABC áruház              | 4.4 km  | 13 | 2, 2A, 12, 20, 20A, 21 1369 3770, 4102, 4186 |
| 11 | Strandfürdő                          | 4.8 km  | 15 | 2, 2A, 12, 20, 20A, 21, 23 1369 3770, 4102, 4186 |
| 12 | Civil Ház                            | 5.1 km  | 16 | 2, 2A, 12, 20, 20A, 21, 23 1369 3770, 4102 |
| 13 | Árpád Vezér Általános Iskola         | 5.4 km  | 17 | 2, 2A, 12, 20, 20A, 21, 23 1369 3770, 4102 |
| 14 | Zrínyi Miklós út 5.                  | 5.8 km  | 18 | 2, 2A, 12, 20, 20A, 21, 23 1369 3770, 4102, 4186 |
| 15 | Béke szálló                          | 6.5 km  | 19 | 6, 63, 68, 76 3770, 4180, 4185 |
| 16 | Lam út                               | 6.8 km  | 20 | 6, 63, 68, 76 |
| 17 | Hódoscsépány, élelmiszerbolt         | 7.5 km  | 21 | 6, 63, 68, 76 1031, 1034, 1051, 1384 3770, 4180, 4185 |
| 18 | Somsályi elágazás                    | 8.4 km  | 23 | 6, 63, 68, 76 1031, 1034, 1051 3770, 4180, 4185 |
| 19 | Hódoscsépány, Deák Ferenc út 108.    | 9.3 km  | 25 | 6, 63, 68, 76 |
| 20 | Somsály, Erzsébet-telep              | 10.1 km | 26 | 6, 63, 68, 76 |
| 21 | Somsály, Akna utca 10.               | 10.7 km | 27 | 6, 63, 68, 76 |
| 22 | Somsály, Vörösmarty utca             | 11.3 km | 28 | 6, 63, 68, 76 |
| 23 | Somsály, autóbusz-forduló végállomás | 12.0 km | 30 | 6, 63, 68, 76 |